# Operación Auca

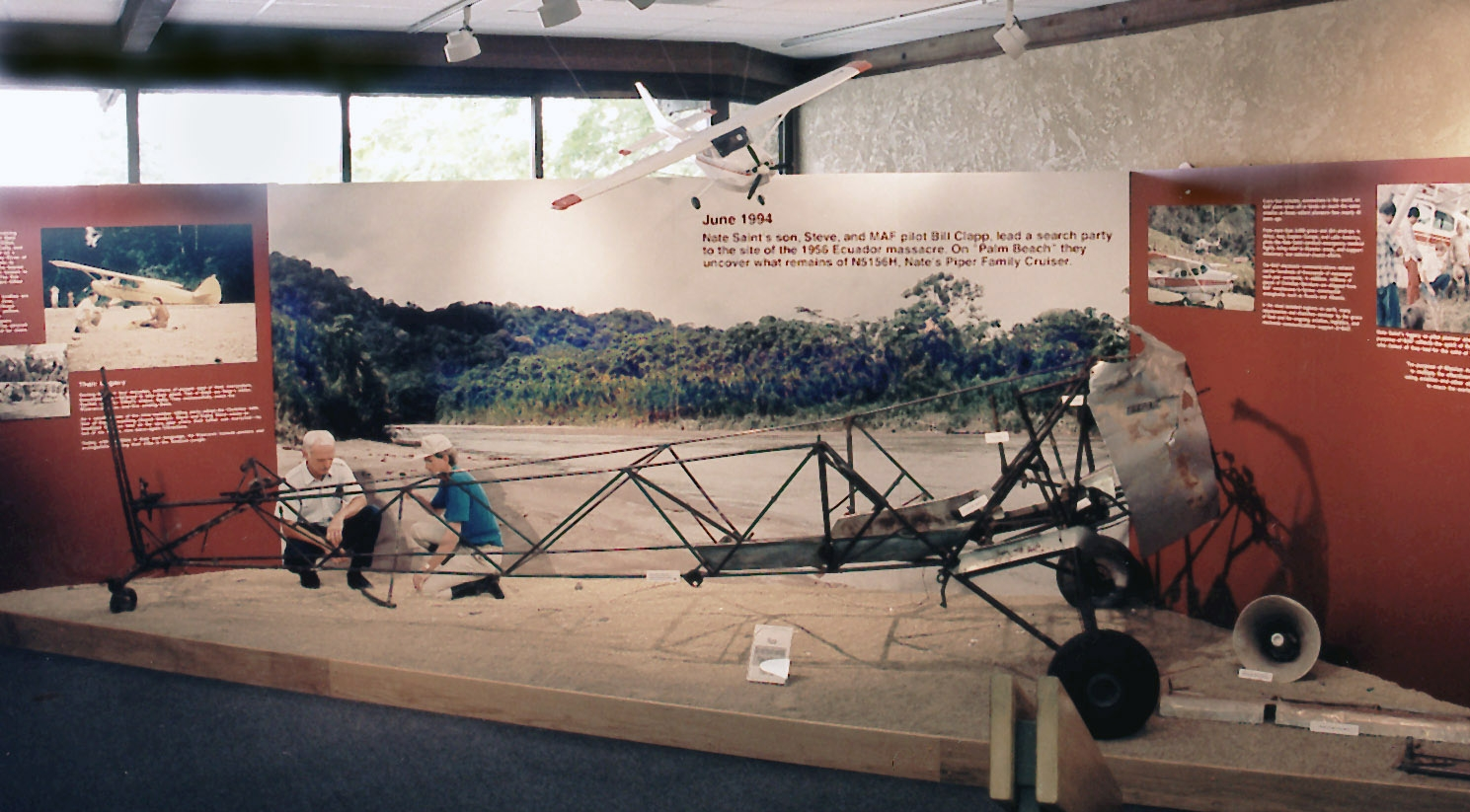
El armazón reconstruido del avión de Nate Saint, expuesto en la sede de la Mission Aviation Fellowship en Nampa, Idaho.

La operación Auca fue una tentativa de contacto de cinco misioneros evangélicos estadounidenses con los indígenas huaorani de la selva del Ecuador. Los huaorani o waorani (a quienes los quechuas llamaban peyorativamente awqa o auka: «salvajes» o «enemigos») eran una tribu aislada conocida por su violencia contra su propia gente y contra los extranjeros que ingresaban en su territorio. Con la intención de ser los primeros protestantes en evangelizar a los huaorani, los misioneros empezaron a hacer vuelos regulares sobre sus asentamientos en septiembre de 1955, soltando pequeños regalos, como cazuelas y botones, desde el aire. Tras varios meses durante los cuales intercambiaron regalos, el 2 de enero de 1956 los misioneros construyeron un campamento en «Palm Beach», una barra junto al río Curaray, a unas pocas millas de los asentamientos huaorani. Sin embargo, su obra evangelizadora terminó bruscamente el 8 de enero de 1956, cuando los cinco misioneros —Jim Elliot, Nate Saint, Ed McCully, Peter Fleming y Roger Youderian— fueron atacados y asesinados por un grupo de guerreros huaorani. La noticia de sus muertes fue transmitida a todo el mundo, y la revista Life cubrió el evento con un ensayo fotográfico.
La muerte de los evangelizadores reactivó el esfuerzo misionero en los Estados Unidos, dando lugar a una fuerte inversión de dinero para las misiones de todo el mundo. Su obra es frecuentemente recordada en las publicaciones evangélicas, y en el 2006 fue llevada al cine en la película End of the Spear. Varios años después de la muerte de los misioneros, la viuda de Jim Elliot, Elisabeth, y la hermana de Nate Saint, Rachel, regresaron a Ecuador como misioneras con el Summer Institute of Linguistics para vivir entre los huaorani; finalmente terminaron convirtiendo a muchos, incluyendo a los asesinos de sus seres queridos. Eliminaron en gran medida la violencia tribal, y la influencia extranjera ha sido determinante para esta nacionalidad indígena.

## Antecedentes

### Los huaorani

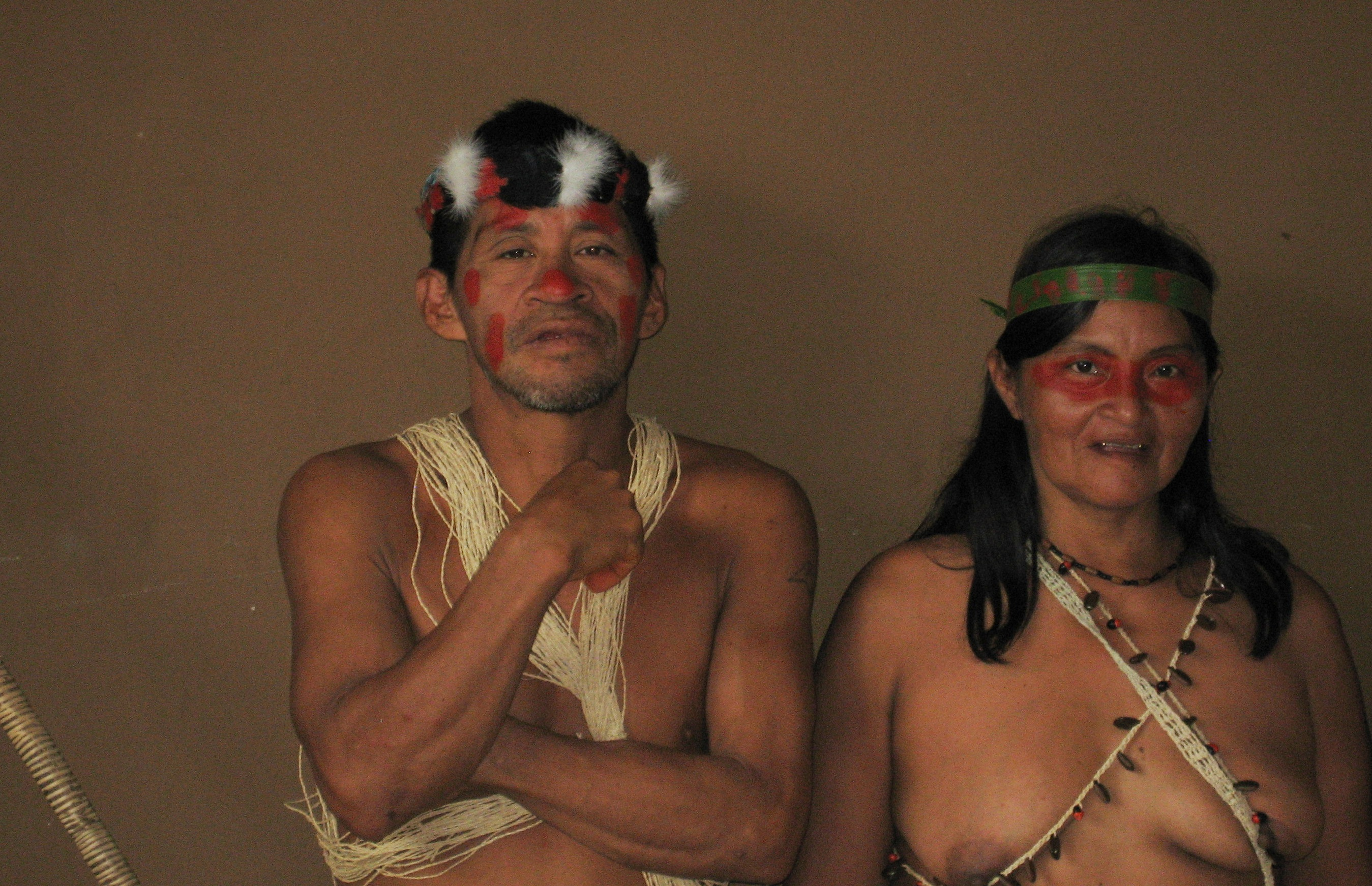
Una pareja de huaorani en 2006.

Cuando se realizó la operación Auca, los huaorani eran una pequeña tribu, conformada por alrededor de 600 personas, que habitaba la selva del Oriente ecuatoriano entre los ríos Napo y Curaray, un área de aproximadamente 20.000 kilómetros cuadrados. La tribu estaba dividida en tres grupos hostiles entre sí: los Geketaidi, los Baïidi, y los Wepeidi. Subsistían a través de la recolección y cultivo de plantas como la yuca y el plátano, así como de la pesca y la caza por medio de lanzas y cerbatanas. Las unidades familiares consistían de un hombre, su esposa o esposas, sus hijos solteros, sus hijas casadas, sus yernos y sus nietos. Todos residían en una vivienda comunal, separada por varios kilómetros de otra vivienda similar, donde vivían sus parientes cercanos. Los matrimonios siempre eran endógamos, usualmente entre primos, y arreglados por los padres de los jóvenes.
Antes de su primer contacto pacífico con forasteros (a los que llamaban cowodi) en 1958, los huaorani defendían ferozmente su territorio. Viendo a todos los cowodi como predadores caníbales, a inicios del siglo XX asesinaron a extractores de caucho que destruían el territorio del que viven y muchas empresas del caucho asesinaban a personas indígenas, a empleados de la Royal Dutch Shell durante los años cuarenta, y a cualquier forastero que ingresara en sus territorios. Mostraban incluso una gran tendencia hacia la violencia dentro de la propia tribu, a menudo asesinando por venganza a otros huaorani: se realizaban violentas incursiones de grupos de hombres que atacaban las viviendas comunales de sus víctimas por la noche y luego huían. A pesar de que se realizaban intentos de tregua frecuentemente a través de regalos y del intercambio de esposas, el ciclo de violencia continuaba, por lo que la población huaorani disminuía y las tribus se fragmentaban.

### Los misioneros

Placa homenaje a Jim Elliot y Ed McCully en el Wheaton College.

Jim Elliot se enteró de la existencia de los huaorani en 1950 a través de un exmisionero que había estado en Ecuador, y pronto llegó a la conclusión de que Dios le encomendaba la misión de evangelizar a los huaorani. Por medio de cartas, le comentó a su amigo Peter Fleming su deseo de servir como ministro protestante en Ecuador, y en 1952 los dos partieron en barco hacia Guayaquil como misioneros de los Hermanos de Plymouth. Vivieron seis meses en Quito con la intención de aprender el español, y después se mudaron a Shandia, población de mayoría quechua ubicada dentro de la selva ecuatoriana. Allí trabajaron bajo la supervisión de un misionero de la Mission Aviation Fellowship, Wilfred Tidmarsh, y empezaron a familiarizarse con la cultura y la lengua quechua.
Otro miembro de la expedición era Ed McCully. Jim Elliot conoció y trabó amistad con él cuando ambos asistían al Wheaton College, en Illinois. Tras su graduación, se casó con Marilou Hobolth y se inscribió en un programa de tratamiento médico básico de un año en la School of Missionary Medicine (en Los Ángeles). El 10 de diciembre de 1952, McCully se mudó a Quito con su familia como misionero de los Hermanos de Plymouth, con la intención de unirse pronto a Elliot y Fleming en Shandia. Sin embargo, en 1953 Shandia fue arrasada por una inundación, razón por la cual tuvo que retrasar su viaje hasta septiembre del mismo año.
El piloto del equipo, Nate Saint, había servido como piloto en el ejército durante la Segunda Guerra Mundial y recibido entrenamiento de vuelo como miembro del cuerpo aéreo del ejército de Estados Unidos. Tras ser desmovilizado en 1946, estudió también en el Wheaton College, pero abandonó la carrera después de realizar en 1948 un curso para unirse a la Mission Aviation Fellowship. Junto con su esposa Marj, viajó a Ecuador hacia finales de ese año, y se establecieron en las oficinas centrales de la MAF en Shell Mera. Poco después de su llegada, Saint empezó a transportar provisiones y equipos a los misioneros dispersos por toda la selva. Este trabajo fue el que lo llevó a conocer a los otros cuatro misioneros, a los que se unió en la operación Auca.
También era parte del equipo Roger Youderian, misionero de 32 años que había estado trabajando en Ecuador desde 1953. Bajo el auspicio de la Gospel Missionary Union, junto a su esposa Barbara y a su hija Beth se estableció en Macuma, en el sur de la selva ecuatoriana, donde trabajó en la evangelización de los shuar, aprendiendo su lengua y transcribiéndola. Tras trabajar con ellos durante aproximadamente un año, Youderian y su familia empezaron a evangelizar una tribu relacionada con los shuar, los achuar. Colaboró con Nate Saint para proveerles de suministros médicos importantes, pero después de un período durante el cual intentó relacionarse con ellos, se dio cuenta de que sus esfuerzos eran infructuosos, y cayendo en un estado de depresión, consideró regresar a los Estados Unidos. Sin embargo, durante ese tiempo Saint le propuso unirse a su equipo para conocer a los huaorani, y él aceptó.

## Primer contacto

Mapa que muestra los lugares clave de la operación Auca.

La primera etapa de la operación Auca empezó en septiembre de 1955. Saint, McCully, Elliot, y su compañero misionero Johnny Keenan decidieron iniciar el contacto con los huaorani y empezaron periódicamente a buscarlos por el aire. Para finales de mes ya habían identificado algunos claros en la selva. Mientras tanto, Elliot aprendió varias frases en el idioma de los huaorani gracias a Dayuma, una joven huaorani que abandonó su tribu y se hizo amiga de Rachel Saint, misionera y hermana de Nate Saint. Los misioneros esperaban que, mediante el intercambio regular de regalos y la comunicación en su lengua, pudieran ganarse paulatinamente su amistad.
En vista de la dificultad y riesgo que implicaba contactar a los huaorani por tierra, los misioneros decidieron lanzar regalos por medio de un aeroplano. La técnica que utilizaron, desarrollada por Nate Saint, consistía en volar cerca del lugar de entrega en pequeños círculos concéntricos mientras se acercaba el regalo desde el avión a tierra por medio de una soga. Esto, en buena medida, mantenía al bulto en la misma posición a medida que se acercaba al suelo. El 6 de octubre de 1955 Saint hizo la primera entrega, soltando una pequeña olla que contenía botones y sal de roca. La entrega de regalos continuó durante las siguientes semanas, durante las cuales los misioneros entregaron machetes, lazos, ropa, vasijas y varios dijes.
Tras varias visitas al pueblo huaorani, que los misioneros llamaron «Terminal City», se dieron cuenta de que los huaorani parecían estar emocionados por recibir sus regalos. Animados, empezaron a usar un altavoz para gritar pequeñas frases en huaorani mientras volaban en círculos. Después de algunas entregas más, en noviembre los huaorani empezaron a atar regalos para los misioneros en la soga tras retirar los que recibían. Los misioneros consideraron este un gesto de amistad y elaboraron planes para conocer a los huaorani en tierra. Saint pronto localizó una barra de 180 metros a través del río Curaray, a aproximadamente 7 kilómetros de «Terminal City», que podía servirles como pista de despegue y aterrizaje así como de campamento, a la que llamó «Palm Beach».

## Palm Beach

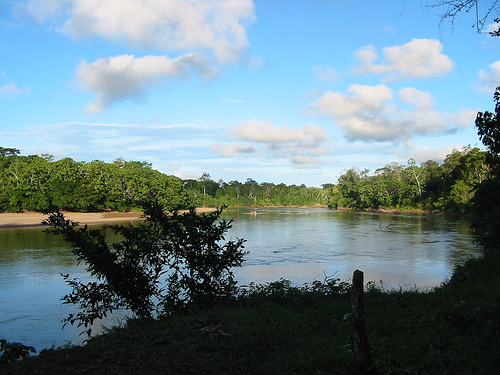
El río Curaray.

Hasta este momento Pete Fleming no se había decidido a participar en la operación y Roger Youderian seguía trabajando más al sur de la selva. El 23 de diciembre, los Fleming, Saint, Elliot y McCully elaboraron un plan para aterrizar en «Palm Beach» y construir un campamento, previsto para el 3 de enero de 1956. Acordaron llevar armas, pero decidieron que solo las utilizarían para disparar al aire y asustar a los huaorani si atacaban. Construyeron una especie de casa de árbol que podía ser montada al llegar, y juntaron regalos, equipos de primeros auxilios y escritos sobre la lengua huaorani, entre otras cosas.
En la víspera del 2 de enero llegó Youderian y Fleming confirmó su participación, así que los cinco se reunieron en Arajuno para preparar su salida al día siguiente. Tras un pequeño problema mecánico con el avión, Saint y McCully despegaron a las 8:02 del 3 de enero y aterrizaron con éxito en la playa junto al río Curaray. Saint regresó y tras trasladar a Elliot y Youderian al campamento realizó algunos vuelos más transportando equipos. Al finalizar, voló sobre el asentamiento huaorani y, usando un altavoz, les pidió que visitasen el campamento de los misioneros. Luego regresó a Arajuno, y al día siguiente, él y Fleming partieron en avión hacia «Palm Beach».

### La primera visita
El 6 de enero, después de que los estadounidenses pasaran varios días esperando y gritando frases básicas en el idioma huaorani a la selva, llegaron los primeros visitantes: un hombre joven y dos mujeres aparecieron en el banco opuesto del río alrededor de las 11:15, y pronto se unieron a los misioneros, quienes se hallaban acampando. La más joven de las dos mujeres había ido en contra de la voluntad de su familia, y el hombre, llamado Nankiwi y que estaba enamorado de ella, le siguió. La mujer mayor (de unos treinta años) se había atribuido la función de chaperona.
Los misioneros les dieron varios regalos, incluyendo un modelo de avión a escala, y los visitantes pronto se relajaron y comenzaron a conversar libremente, aparentemente sin darse cuenta del rudimentario manejo de su idioma por parte de los extranjeros. Nankiwi, a quien los misioneros apodaron George, mostró interés en su avión, de modo que Saint lo llevó consigo a bordo. Al principio volaron alrededor del campamento, pero Nankiwi parecía estar ansioso por realizar un segundo viaje, así que volaron hacia «Terminal City». Al llegar a un claro familiar en la selva, Nankiwi reconoció a sus vecinos, y sacando parte de su cuerpo del avión, empezó a saludar y gritar alocadamente. Avanzada la tarde la muchacha manifestó tener sueño, y aunque los misioneros les ofrecieron hospedaje, Nankiwi y la muchacha se fueron de la playa sin dar demasiadas explicaciones. La mujer mayor aparentemente estaba más interesada en conversar con los misioneros, y se quedó en el campamento durante gran parte de la noche.
Tras ver a Nankiwi en el avión, un pequeño grupo de huaorani decidió visitar «Palm Beach», partiendo a la mañana del siguiente día, 7 de enero. En el camino, encontraron a Nankiwi y a la muchacha, quienes regresaban solos. El hermano de la joven, Nampa, se enfureció por este motivo, y, según Nankiwi, para calmar la situación y evitar ser el centro de atención, aseguró que los extranjeros los habían atacado en la playa y que, en su apuro por huir, se habían separado de su chaperona. Gikita, un miembro veterano del grupo cuya experiencia con los forasteros parecía haberle enseñado que no se podía confiar en ellos, recomendó asesinarlos. El regreso de la mujer mayor y su relato de la amabilidad de los misioneros no fue suficiente para disuadirlos, y pronto avanzaron hacia la playa.

### El ataque

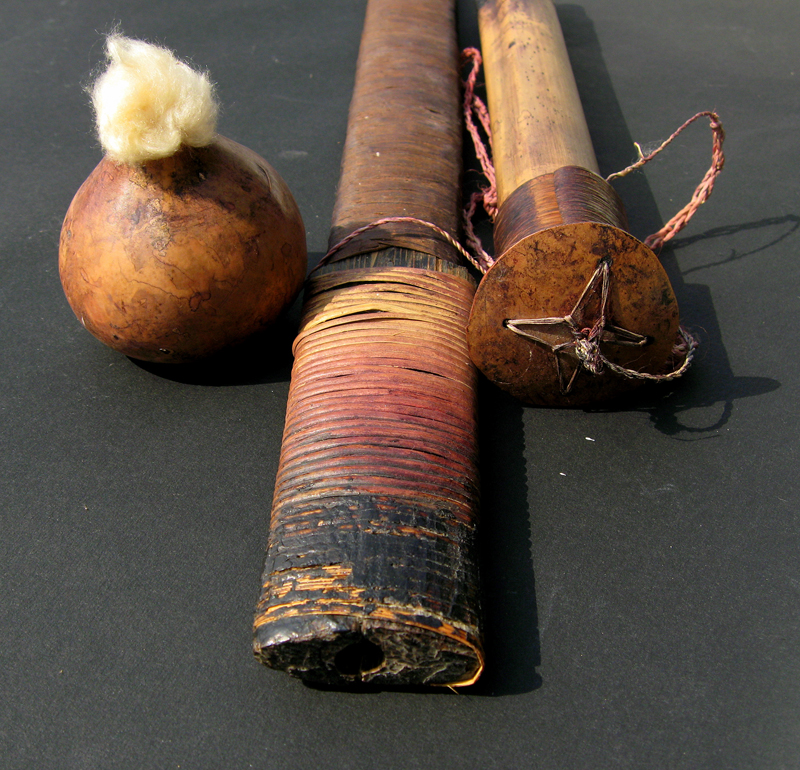
Instrumentos de los huaorani.

Para los misioneros, el 8 de enero simplemente era un día de espera; confiaban en que un grupo más numeroso de huaoranis llegara durante la tarde, aunque solo fuera con la intención de volar en avión. Saint realizó varios vuelos sobre los asentamientos huaoranis, y en la mañana avistó un grupo de hombres de la tribu desplazándose hacia «Palm Beach». Emocionado, a las 12:30 comunicó por radio la novedad a su esposa, prometiendo contactarla de nuevo a las 16:30.
Los huaoranis llegaron a «Palm Beach» alrededor de las 15:00 y, con la intención de dividir a los extranjeros antes de atacarlos, enviaron a tres mujeres al otro lado del río. Una de ellas, Dawa, se quedó oculta en la selva, pero las otras dos se mostraron. Elliot y Fleming fueron vadeando el río para saludarlas, pero fueron atacados por la espalda por Nampa. Elliot, el primer misionero lanceado, sacó su pistola pero no hizo ningún disparo contra sus atacantes. El otro misionero en el río, Fleming, antes de ser lanceado, reiteró desesperadamente sus ofertas amistosas y les preguntó en inglés a los huaoranis por qué los estaban asesinando.
Mientras tanto, los restantes guerreros huaoranis liderados por Gikita, atacaron a los tres misioneros que permanecían en la playa, lanceando primero a Saint y después a McCully cuando intentó detenerlos. Youderian corrió hacia el aeroplano con la intención de usar la radio, pero fue asesinado con una lanza cuando alcanzaba el micrófono.
Los huaoranis lanzaron los cadáveres y las pertenencias de los misioneros al río, y destrozaron la tela de su aeronave. Posteriormente regresaron a su pueblo y, anticipando una posible venganza, lo quemaron por completo y huyeron a la selva.

### Esfuerzos de búsqueda de los misioneros
El hecho de no recibir noticias de Saint a las 16:30 preocupó a su esposa Marj, pero no contó a nadie sus temores al respecto hasta el anochecer. A la mañana del siguiente día, 9 de enero, Johnny Keenan voló sobre el campamento y a las 9:30 reportó vía radio a las esposas de los misioneros que la tela del interior del avión estaba destrozada y que los hombres no se encontraban en el sitio. Se contactó inmediatamente con el comandante en jefe del Comando del Caribe, teniente general William K. Harrison, y la estación de radio HCJB de Quito difundió un boletín de prensa que anunciaba que cinco hombres estaban desaparecidos en territorio huaorani.
Poco después, aeronaves del servicio de rescate aéreo de los Estados Unidos, con base en Panamá, sobrevolaron la selva, y se organizó un grupo de búsqueda por tierra formado por misioneros y personal militar. Los primeros dos cadáveres fueron encontrados el 11 de enero y el jueves el cadáver de Ed McCully fue identificado por un grupo de quechuas quienes tomaron su reloj como prueba del hallazgo pero no movieron el cuerpo de su posición en el banco del río Curaray, por lo que después fue arrastrado por la corriente. Dos cadáveres más fueron encontrados el 12 de enero. El grupo de búsqueda suponía que uno de los cuerpos sin identificar fuera el de McCully, pero tenían esperanzas de que uno de los misioneros hubiera escapado. No obstante, el 13 de enero, los cuatro cadáveres hallados fueron identificados gracias a sus relojes y anillos de boda. El cuerpo de McCully no estaba entre ellos, confirmando la suposición de que los cinco misioneros estaban muertos. En medio de una tormenta tropical, los cuatro cadáveres fueron enterrados en una fosa común en «Palm Beach» el 14 de enero por miembros del grupo de búsqueda por tierra.

## Consecuencias

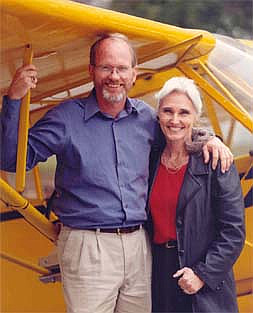
Steve Saint, hijo del misionero asesinado Nate Saint y continuador de su obra en Ecuador, junto a su esposa Ginny.

La revista Life cubrió la muerte de los misioneros con un ensayo fotográfico, que incluía fotografías tomadas por Cornell Capa y algunas tomadas por los cinco hombres antes de su muerte. La consiguiente publicidad mundial le dio a varias organizaciones misioneras un poder político significativo, especialmente en los Estados Unidos y América Latina. El más prominente entre estos era el Summer Institute of Linguistics (SIL), organización para la cual trabajaban Elisabeth Elliot y Rachel Saint. Debido al asesinato de su hermano, que ella consideró un ejemplo de martirio, Saint se consideraba a sí misma ligada espiritualmente a los huaorani, creyendo que su asesinato, que ella interpretó como un sacrificio por los huaorani, tenía una relación simbólica con la muerte de Cristo para la salvación de la humanidad. En 1957, Saint y su compañera huaorani Dayuma se fueron de gira por los Estados Unidos y aparecieron en el programa de televisión This Is Your Life. También aparecieron en una cruzada del evangelista Billy Graham en Nueva York, razones por las cuales creció la popularidad de Saint entre los cristianos evangélicos, incrementándose significativamente las donaciones para el SIL.
Saint y Elliot regresaron a Ecuador para trabajar entre los huaorani, creando un campamento llamado «Tihueno» cerca de un antiguo asentamiento de la tribu. Rachel Saint y Dayuma estaban unidas, según la visión huaorani, por su duelo compartido, puesto que también había fallecido la hermana de Dayuma, Nemo, nombre que asumió Saint en su misión. Los primeros huaorani en establecerse ahí fueron principalmente mujeres y niños de un grupo huaorani llamado «Guiquetairi», pero en 1968 se les unió un grupo huaorani enemigo, conocido como «Baihuari». Elliot había regresado a los Estados Unidos a inicios de la década de 1960, así que Saint y Dayuma trabajaron juntas para aliviar el conflicto resultante. Consiguieron asegurar la cohabitación de los dos bandos por medio de varios matrimonios intergrupales, razón por la cual los enfrentamientos entre clanes se detuvieron.
Saint y Dayuma, junto con el SIL, negociaron con el gobierno de Ecuador la creación de una reserva oficial huaorani en 1969, agrupando a los huaorani. En el año 1973 vivían en «Tihueno» (Tewaeno)  más de 500 personas, de los cuales más de la mitad había llegado durante los seis años anteriores.
En 1990, el gobierno ecuatoriano extendió legalmente la reserva inicial negociada con SIL a un área de 716.000 ha, algo menos de la tercera parte de las 2.000.000 ha que cubría el territorio huaorani antes de la penetración europea.
Cinco comunidades, entre ellas los tagaeri, decidieron sin embargo permanecer aisladas en las partes más remotas de su territorio, rechazando todo contacto con los cowode (no huaorani).

## Legado

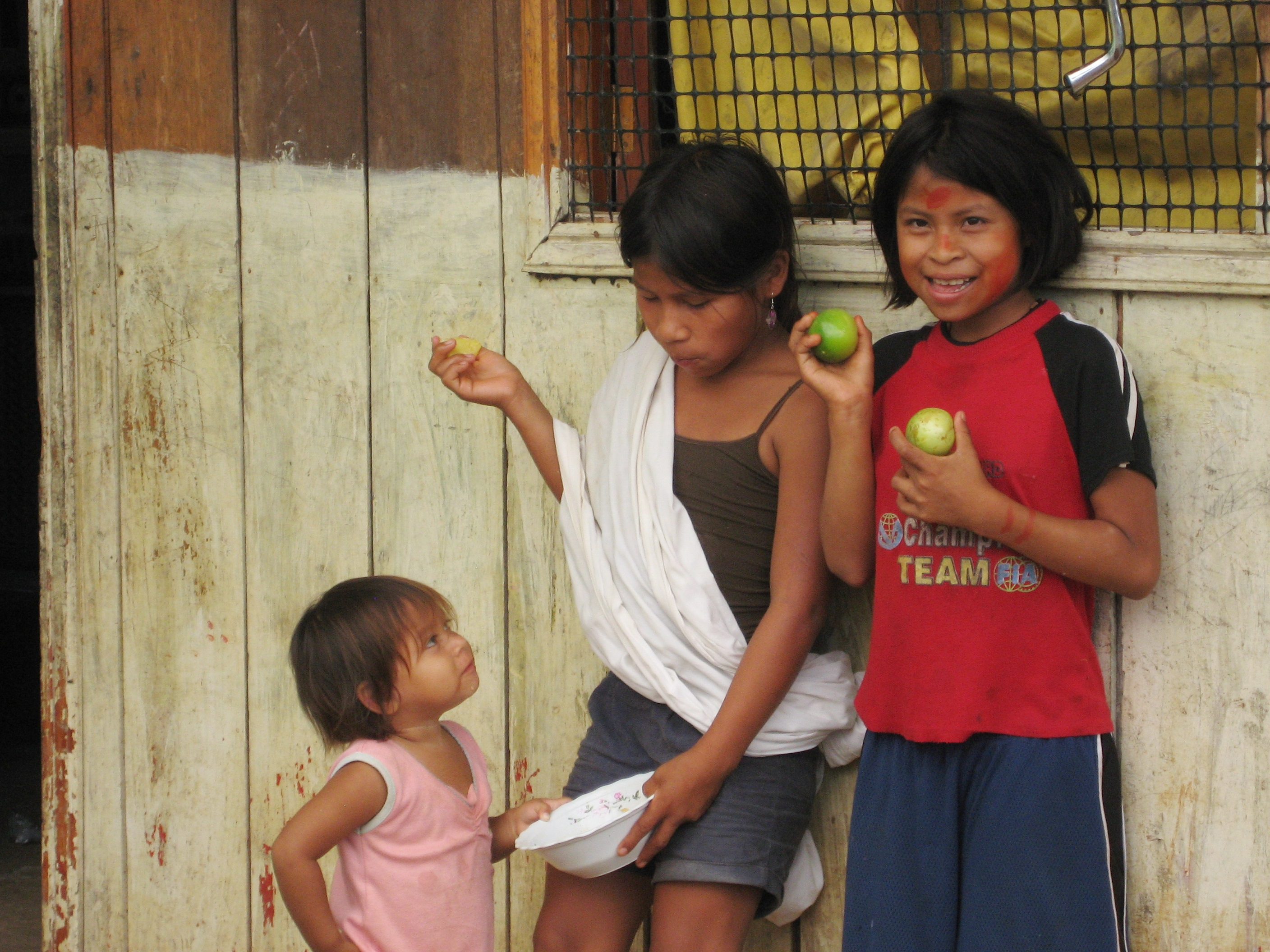
Tres niños huaorani en el año 2008.

### Visión cristiana
Entre los cristianos evangélicos, los cinco misioneros asesinados son en general considerados mártires y héroes. Se han escrito numerosos libros sobre la operación y varias biografías de los misioneros, siendo las más conocidas las de Elisabeth Elliot. Los sucesivos aniversarios de sus muertes se han recordado por medio de publicaciones y su historia, así como la subsiguiente aceptación del cristianismo entre los huaorani, se ha adaptado en varias películas. Entre los homenajes más destacables se encuentra el libro y documental Portales de esplendor (Through Gates of Splendor, 1967), que incluye entrevistas a las familias de los misioneros y a varios miembros de la tribu que los atacó, su continuación Beyond the Gates of Splendor (2004),
 y la película de 2006 End of the Spear (Punta de Lanza), que recaudó aproximadamente 12 millones de dólares.
Los autores cristianos consideran positivas tanto la operación como los sucesivos esfuerzos misioneros de Rachel Saint y organizaciones misioneras como Mission Aviation Fellowship, Wycliffe Bible Translators, HCJB World Radio, Avant Ministries (anteriormente Gospel Missionary Union), y otros. Específicamente resaltan el declive de la violencia entre los miembros de la tribu, sus numerosas conversiones al cristianismo y el crecimiento de una comunidad eclesial local.

### Visiones antropológicas

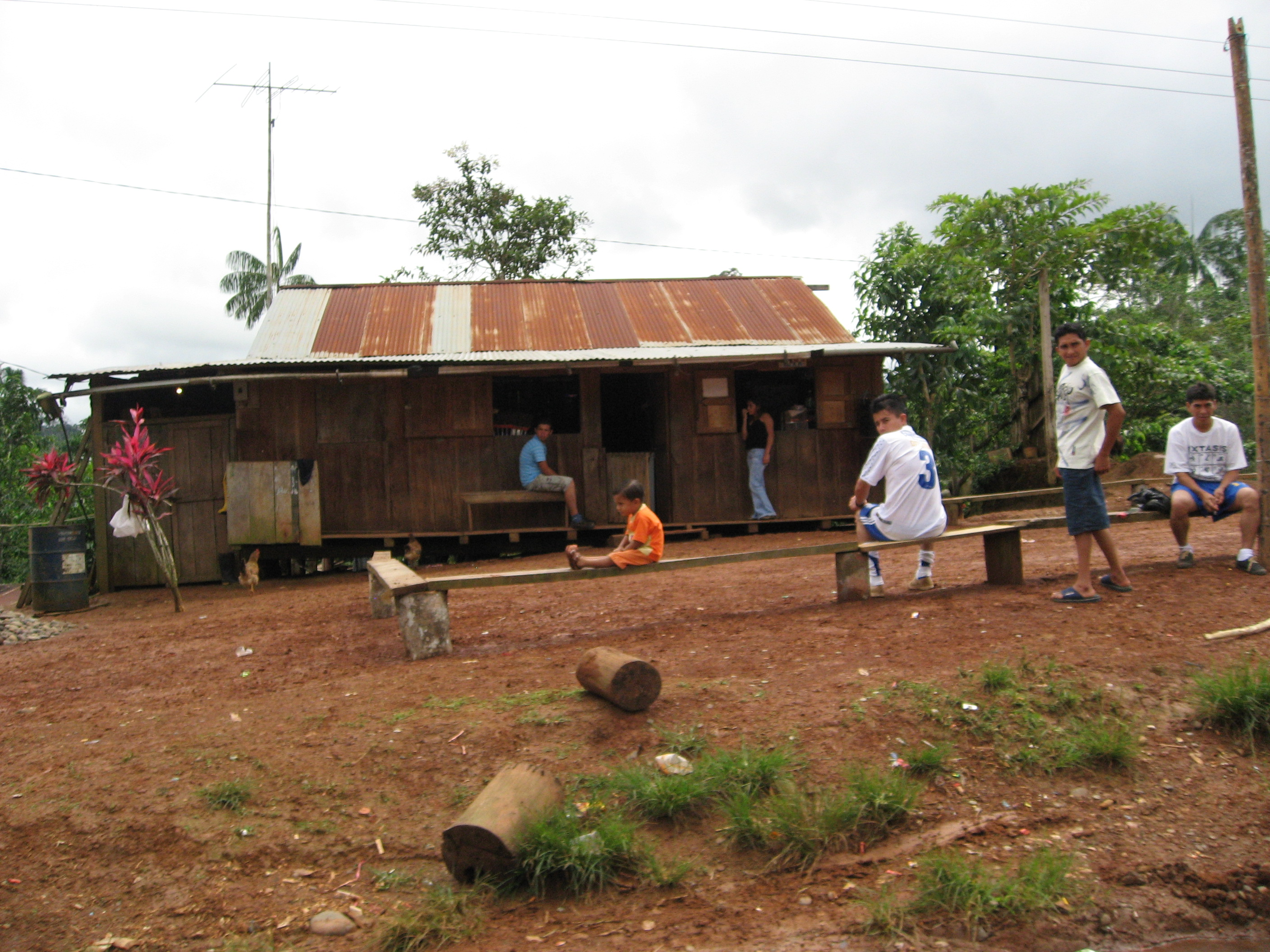
Una villa huaorani en la actualidad.

Los antropólogos están de acuerdo en que los misioneros contribuyeron a la disminución de la práctica huaorani de la venganza y la consecuente disminución de la mortalidad ligada a ésta.  El trabajo del Summer Institute of Linguistics «pacificó» a los huaorani durante los años 1960.
La antropóloga Alison Brysk, afirma que el SIL informó a los huaorani de sus derechos legales y les enseñó cómo defenderse de los intereses de las multinacionales. James S. Boster va más lejos, sugiriendo que la «pacificación» de la tribu fue el resultado del «esfuerzo activo» de los propios huaorani y no solo producto de la imposición de los misioneros. Argumenta que las enseñanzas cristianas sirvieron como una vía de escape del ciclo de violencia dentro de la comunidad, pues proporcionó una motivación válida para abstenerse de la violencia.